# Nicolò Zaniolo
Nicolò Zaniolo (ur. 2 lipca 1999 w Massie) – włoski piłkarz, występujący na pozycji pomocnika, reprezentant Włoch.

## Życiorys
W czasach juniorskich trenował w ACF Fiorentina, Virtusie Entella i Interze Mediolan. 1 lipca 2018 został za 4,5 miliona euro piłkarzem AS Roma. W Serie A zadebiutował 26 września 2018 w wygranym 4:0 meczu z Frosinone Calcio. Do gry wszedł w 67. minucie, zastępując Javiera Pastore. 
W reprezentacji Włoch zadebiutował 23 marca 2019 w wygranym 2:0 meczu z Finlandią. Grał w nim od 85. minuty, gdy zmienił Marco Verrattiego.